# Hiriyur, Holalkere
Hiriyur là một làng thuộc tehsil Holalkere, huyện Chitradurga, bang Karnataka, Ấn Độ.